# Farges-lès-Chalon
Farges-lès-Chalon ist eine französische Gemeinde mit 819 Einwohnern (Stand: 1. Januar 2022) im Département Saône-et-Loire in der Region Bourgogne-Franche-Comté. Sie gehört zum Arrondissement Chalon-sur-Saône und zum Kanton Chalon-sur-Saône-1. Die Bewohner werden Fargeois und Fargeoises genannt.

## Geografie
Farges-lès-Chalon liegt etwa sechs Kilometer nordnordwestlich von Chalon-sur-Saône. Umgeben wird Farges-lès-Chalon von den Nachbargemeinden Fontaines im Norden und Westen, Fragnes-La Loyère im Osten und Nordosten, Champforgeuil im Süden und Südosten sowie Mellecey im Südwesten.

## Bevölkerungsentwicklung
| Jahr                       | 1962 | 1968 | 1975 | 1982 | 1990 | 1999 | 2006 | 2013 | 2020 |
| Einwohner                  | 318  | 305  | 361  | 433  | 531  | 622  | 719  | 708  | 801  |
| Quellen: Cassini und INSEE |      |      |      |      |      |      |      |      |      |